# Keon Johnson
Pour les articles homonymes, voir Johnson.
Christopher Keon Johnson, né le 10 mars 2002 à Shelbyville dans le Tennessee, est un joueur américain de basket-ball évoluant au poste d'arrière et mesurant 1,91 m.

## Carrière junior

### Carrière en lycée
Deux mois avant d’entrer à l’école secondaire, Keon Johnson est victime d'un accident lors d'un feu d'artifice où il est projeté plusieurs mètres et se fracture quatre doigts de la main. Il a subi une intervention chirurgicale pour réparer les vaisseaux sanguins de sa main et éviter l’amputation, ainsi que huit semaines de physiothérapie intensive,.
Il évolue pour l'équipe de The Webb School à Bell Buckle dans le Tennessee. Au cours de sa deuxième saison, il tourne avec des moyennes par match de 25,6 points, 10,2 rebonds et 4,1 passes décisives, gagnant ainsi le titre de Mr. Basketball de la division II-A du Tennessee. En tant que junior, il compile des moyennes par match de 25,3 points, 9,4 rebonds et 3,7 passes décisives, aidant son équipe à atteindre les demi-finales de la Division II-A. Il est de nouveau nommé Mr. Basketball de la Division II-A,. Au début de sa saison senior, Johnson a subi une blessure au ménisque mettant fin à sa saison. En quatre matches, il a obtenu en moyenne 30,5 points avec 10,5 rebonds et 5,8 passes décisives par match.

### Carrière universitaire
Le 6 août 2019, Keon Johnson décide de rejoindre l'université du Tennessee, refusant ainsi les offres de recrutement de l'université d'Ohio State et de l'université de Virginie. Il va donc évoluer pour les Volunteers du Tennessee à partir de 2020.
Le 6 février 2021, il inscrit son record de points en NCAA avec 27 points face aux Wildcats du Kentucky. Pour sa première année, il tourne avec une moyenne par match de 11,3 points, 3,5 rebonds et 2,5 passes décisives, ce qui lui permet d'être nommé dans la Southeastern Conference (SEC) All-Freshman Team.
Le 7 avril 2021, il annonce sa candidature à la draft 2021 de la NBA.
Lors du Draft Combine en juin 2021, il bat le record de détente détenue depuis 2013 par D. J. Stephens en réalisant une performance mesurée à 1,22 m.

## Carrière professionnelle
Keon Johnson est drafté en 2021 en 21e position par les Knicks de New York. Il est immédiatement envoyé aux Clippers de Los Angeles en échange du 25e choix, Quentin Grimes.

### Clippers de Los Angeles (2021-2022)
Keon Johnson signe un contrat rookie le 6 août 2021 avec les Clippers pour un montant de 2,55 millions de dollars pour la saison 2021-2022. Il participe à la NBA Summer League 2021 avec les Clippers. Le 31 octobre 2021, il est assigné en G League avec les Clippers d'Agua Caliente, l'équipe affiliée aux Clippers. Il évolue majoritairement avec Agua Caliente mais est rappelé par intermittence par les Clippers en NBA.

### Trail Blazers de Portland (2022-2023)
Le 4 février, Keon Johnson part aux Trail Blazers de Portland avec Eric Bledsoe, Justise Winslow et un futur second tour de draft contre Norman Powell et Robert Covington.
Il participe à la NBA Summer League 2022 avec les Blazers. Début octobre 2022, les Blazers le conservent pour la troisième année de son contrat rookie, soit pour la saison 2023-2024. Il marque en moyenne 14,2 points par match lors de la Summer League. Le 24 février 2023, il réalise son record en carrière en inscrivant 16 points contre les Kings de Sacramento. Le 27 mars 2023, il inscrit 20 points, réalisant ainsi un nouveau record en carrière, en plus de trois rebonds et de six passes décisives, dans une défaite de 124 à 90 contre les Pelicans de La Nouvelle-Orléans. Deux jours plus tard, l’entraîneur des Blazers, Chauncey Billups, annonce que Johnson a subi une fracture du doigt pendant un entraînement et qu’il est absent de façon indéfinie. Il manque le reste de la saison.
Il participe à la NBA Summer League 2023 avec les Blazers.
En septembre 2023, il est transféré vers les Suns de Phoenix dans un échange impliquant les Trail Blazers, les Suns et les Bucks. Il est coupé en octobre 2023.

### Nets de Brooklyn (depuis 2023)
Il signe un contrat two-way avec les Nets de Brooklyn en novembre 2023.

## Statistiques

### Universitaires
Les statistiques de Keon Johnson en match universitaires sont les suivantes :
| Saison    | Équipe    | Matchs | Titul. | Min./m | % Tir | % 3pts | % LF | Rbds/m. | Pass/m. | Int/m. | Ctr/m. | Pts/m. |
| --------- | --------- | ------ | ------ | ------ | ----- | ------ | ---- | ------- | ------- | ------ | ------ | ------ |
| 2020-2021 | Tennessee | 27     | 17     | 25,5   | 44,9  | 27,1   | 70,3 | 3,50    | 2,50    | 1,10   | 0,40   | 11,30  |
| Carrière  | Carrière  | 27     | 17     | 25,5   | 44,9  | 27,1   | 70,3 | 3,50    | 2,50    | 1,10   | 0,40   | 11,30  |

### Professionnelles

#### Saison régulière
Les statistiques de Keon Johnson en match de saison régulière sont les suivantes :
| Saison    | Équipe        | Matchs | Titul. | Min./m | % Tir | % 3pts | % LF | Rbds/m. | Pass/m. | Int/m. | Ctr/m. | Pts/m. |
| --------- | ------------- | ------ | ------ | ------ | ----- | ------ | ---- | ------- | ------- | ------ | ------ | ------ |
| 2021-2022 | L.A. Clippers | 15     | 0      | 9,0    | 33,3  | 27,3   | 76,2 | 1,40    | 0,90    | 0,50   | 0,10   | 3,50   |
| 2021-2022 | Portland      | 22     | 12     | 25,5   | 35,7  | 34,8   | 83,3 | 2,70    | 2,90    | 1,00   | 0,50   | 9,70   |
| 2022-2023 | Portland      | 40     | 0      | 10,4   | 37,6  | 34,8   | 65,9 | 1,10    | 1,50    | 0,50   | 0,20   | 4,70   |
| Carrière  | Carrière      | 77     | 12     | 14,5   | 36,2  | 34,3   | 73,9 | 1,60    | 1,80    | 0,60   | 0,20   | 5,90   |

## Palmarès, distinctions et récompenses

### Palmarès
Néant

### Distinctions
- 2 fois Tennessee Mr. Basketball en 2018 et 2019
- SEC All-Freshman Team en 2021